# Estadísticas municipales de Palestina (1945)

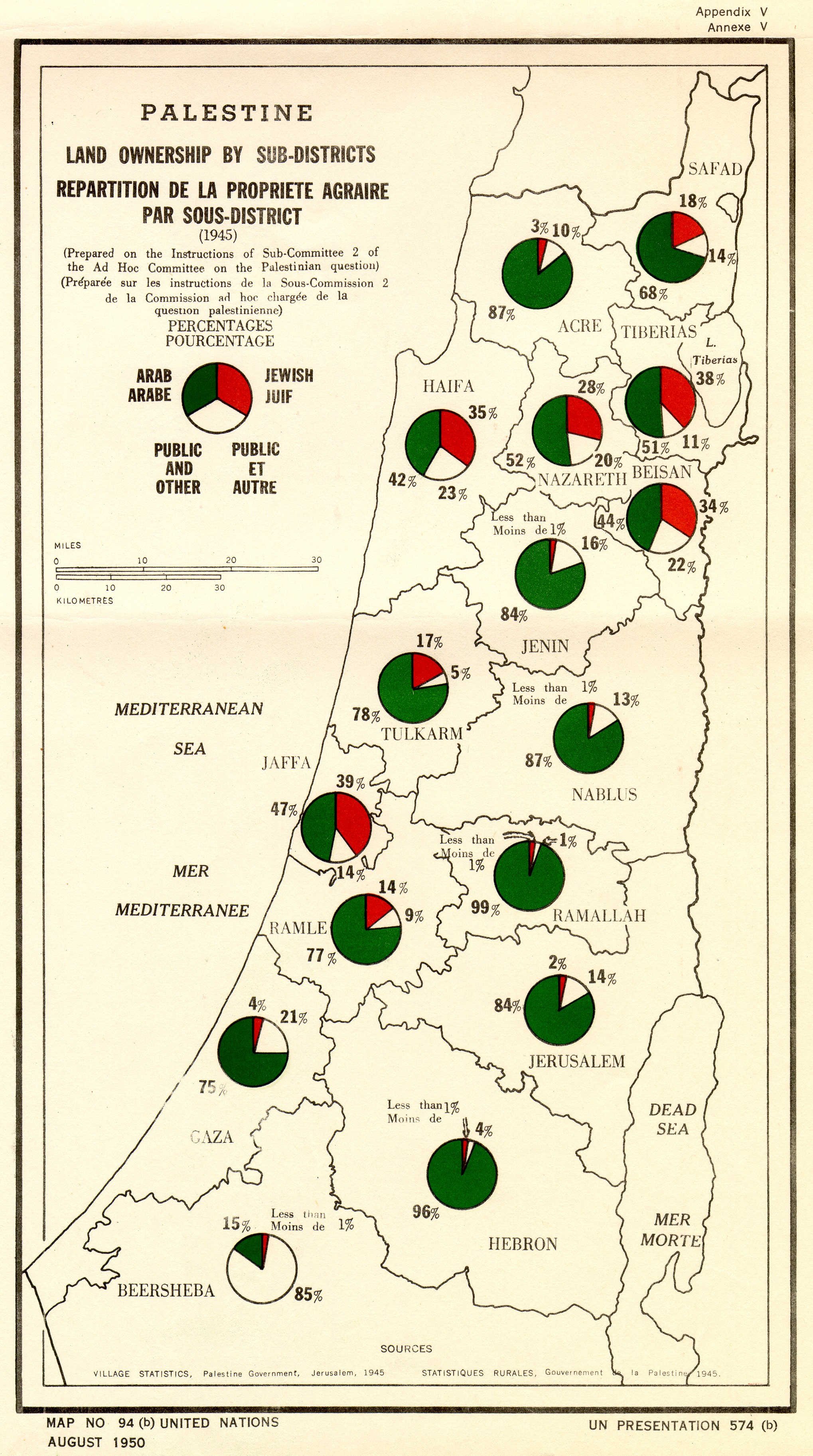
Descripción detallada en francés : Mapa de la propiedad agrario de la tierra en Palestina por subdistritos (1945), publicado por primera vez en las estadísticas municipales de Palestina de 1945.

Las estadísticas municipales de Palestina (1945) fueron el resultado de un trabajo conjunto de la Oficina de Estadísticas del Gobierno y del Departamento de Tierras del Mandato británico de Palestina para el Comité Anglo-Estadounidense de Consulta sobre Palestina, llevado a cabo a comienzos de 1946. Los datos reflejados en este estudio están calculados a fecha del 1 de abril de 1945 y fueron posteriormente publicados, tras lo que también sirvieron para el trabajo del comité del Comité Especial de las Naciones Unidas sobre Palestina, que estuvo en funcionamiento en 1947.
Existen versiones anteriores del informe datadas en 1938 y 1943.
El informe reflejó la población de Palestina en 1.764.520 personas, de las que 1.061.270 (60%) eran musulmanes, 553.600 (31,4%) eran judíos, 135.550 (7,7%) eran cristianos y 14.100 estaban clasificados como "otros" (por lo general, drusos). En cuanto a la posesión de la tierra, este trabajo reflejó que los judíos poseían un total de 1,393.53 km² del total de la superficie de Palestina, lo que equivalía a un 5,23% del total.

El propio informe especificaba en lo concerniente a la precisión de sus estadísticas:
El último censo de población llevado a cabo en Palestina es el de 1931. Desde ese año, la población ha crecido considerablemente como consecuencia tanto de la inmigración judía como de la elevada tasa de crecimiento natural en todos los sectores de la población. La velocidad del cambio en el tamaño de la población y la duración del periodo transcurrido desde el censo hacen difícil la tarea de calcular la población. Los cálculos de población publicados aquí son el resultado de un trabajo muy pormenorizado desarrollado por el Departamento de Estadística, que ha utilizado todo el material estadístico disponible con respecto a este tema. Sin embargo, no pueden ser considerados como otra cosa que no sean unas estimaciones aproximadas que en algunos casos podrían incluso llegar a estar considerablemente desviadas de las cifras reales. Los cálculos sobre el total de Palestina deben considerarse como más fiables que las clasificaciones por subdistritos, mientras que los cálculos por subdistritos deben a su vez ser considerados como más fiables que los de localidades concretas.
Las estadísticas de población se prepararon en cuatro fases:
1. La población asentada en toda Palestina se calculó usando el censo de 1931 y añadiendo las valoraciones sobre el crecimiento natural y la inmigración registrada. La inmigración ilegal de judíos se calculó usando datos sobre llegadas de barcos, arrestos e informaciones proporcionadas por la Agencia Judía. La inmigración o emigración ilegal de los árabes no pudo ser calculada, "pero estos movimientos no se consideran suficientemente importantes como para implicar errores muy sustanciales".
2. Se elaboró un cálculo inicial de la población de cada subdistrito basado en el censo de 1931 y su crecimiento natural, a los que se les añadió una parte proporcional del crecimiento migratorio. Posteriormente se aplicaron diversos métodos para ajustar la población relativa de los diferentes subdistritos, utilizando cálculos basados en la natalidad, mortalidad y fertilidad de cada subdistrito.
3. La población asentada en cada localidad se calculó provisionalmente mediante una serie de estimaciones previas realizadas en 1944. Entonces se realizó un ajuste general para cuadrar la suma de las poblaciones de todas las localidades de un subdistrito con la cifra total de dicho subdistrito calculada en el paso anterior.
4. Dado que no había registros fiables sobre los cambios de la población nómada, se usaron los datos disponibles del censo de 1931.

Con respecto a las cifras relativas a la propiedad de tierra, el informe decía: "Las zonas y los datos de propiedad se han obtenido de las Listas de Distribución de Impuestos, se han preparado bajo la normativa de la Ordenanza de Impuestos sobre la Propiedad Rural de 1942, las Listas de Tasación preparadas bajo la Ordenanza de Impuestos de la Propiedad Urbana de 1940, y los registros de la Capitación del subdistrito de Beerseba, en el distrito de Gaza."
El geógrafo israelí Moshe Brawer opina que el informe fue "una fuente de información importante, si no la más importante, con respecto a la población, la posesión de la tierra y el uso de esta", aunque cuestionó su exactitud en varios aspectos. Por ejemplo, escribió que las fotografías aéreas demostraban que los cálculos de población de algunas localidades eran exagerados, mientras que las clasificaciones de uso de la tierra pueden haber sido manipuladas para conseguir que determinados terrenos se encuadrasen dentro de categorías que conllevaban menos impuestos.